# INQ (azienda)
INQ è stato un produttore di telefoni cellulari con sede a Londra, controllato da Hutchison Whampoa. Il 31 gennaio 2014 ha annunciato di aver terminato le proprie attività.
INQ produceva smartphone che, oltre alle funzionalità classiche dei telefoni cellulari 3G, integrano anche strumenti per il social networking e la navigazione Internet mobile. INQ ha fornito vari modelli di cellulari (a partire dal modello INQ1) agli operatori 3 UK, 3 Australia e 3 Italia.

## Social network e servizi offerti da INQ
- Facebook
- Skype
- Last.fm
- Twitter
- Windows Live Messenger

## Modelli
- INQ1
- INQ Mini 3G
- INQ Chat 3G
- INQ Cloud Touch (Android Froyo 2.1 e 2.2.0, Color: White, Red, Black)